# Рохманівський Бобрів гай
Рохма́нівський Бо́брів гай — зоологічний заказник місцевого значення в Україні. Розташований на східній околиці села Рохманів Кременецького району Тернопільської області, в межах заплави річки Вілія, на місці колишнього торфовища.
Площа — 15 га. Створений відповідно до рішення Тернопільської обласної ради від 18 березня 1994 року. Перебуває у віданні Рохманівської сільради.
Під охороною — популяція бобра європейського — цінного мисливського виду.